# دادائیسم

جلد ویراست اول کتاب دادا. ویرایش‌شده توسط تریستان تزارا، زوریخ، ۱۹۱۷

دادا، دادائیسم، داداگری یا مکتب دادا (به فرانسوی: Dadaïsme) مکتبی است پوچ‌گرا و هیچ‌انگار که در سال‌های پس از جنگ جهانی اول رواج داشت. دادائیسم جنبشی فرهنگی بود که به زمینه‌های هنرهای تجسّمی، موسیقی، ادبیّات (بیشتر شعر)، تئاتر و طراحی گرافیک مربوط می‌شد. این جنبش در سال ۱۹۱۶ در کاباره ولتر در شهر زوریخ در کشور سوئیس پدید آمد.

## کلمه «دادا»
کشف این کلمه به اعضای گوناگون محفل کاباره ولتر نسبت داده شده‌است.
واژهٔ «دادا» در زبان فرانسه به معنی «اسب اسباب‌بازی» است. همچنین معنای «همه یا هیچ» نیز از آن استنباط می‌شود. برخی آن را به معنای «بابا» در مقابل ماما دانسته‌اند. در یکی از زبان‌های آفریقایی نیز به معنای «دم گاو» آمده‌است و همچنین در زبان کوردی به بزرگ خاندان، «دادا» گفته می‌شود. البته هیچ‌یک از این معانی با مکتبی که در ذیل به تعریف آن خواهیم پرداخت، ارتباطی ندارد.
این واژه در واقع با بازکردن فرهنگ لغت و دیدن اولین لغت، به صورت کاملاً اتفاقی انتخاب شده‌است.
«دا، دا» همچنین در زبان رومانیایی به معنای «بله، بله» است که می‌توانسته توسط ژانکو و تزارا تکرار شده باشد.

## پیش‌زمینه و انگیزه‌ها
دادائیسم را می‌توان زاییدهٔ ناامیدی، اضطراب و هرج و مرج ناشی از آدم‌کشی‌ها و خرابی‌های جنگ جهانی اول دانست. دادائیسم زبان حال کسانی است که به پایداری و دوام هیچ امری امید ندارند، در واقع دادائیسم با همه چیز مخالف است؛ حتی با دادائیسم. غرض پیروان این مکتب طغیانی ضد هنر، اخلاق و اجتماع بود. آنان می‌خواستند بشریت و در آغاز ادبیات را از زیر یوغ عقل و منطق و زبان آزاد کنند و بی‌شک چون بنای این مکتب بر نفی بود، ناچار می‌بایست شیوهٔ کار خود را هم بر نفی استوار و عبارت‌هایی غیر قابل فهم انشا کنند. در واقع دادا واکنشی است انقلابی به پیامدهای ناگوار جنگ جهانی اول. با شروع جنگ، انتشار کتاب‌ها و مجلات متوقف شد و این امر، سبب رکود ادبیات و هنر در جهان گردید. اوضاع نابسامان و آشفته، حتی افکار هنرمندان را مشوش نموده بود. در همان سال‌ها نوجوانانی پا به عرصه‌ی اجتماع نهادند که بلافاصله از آغوش خانواده و مدرسه، رهسپار میدان‌های جنگ می‌شدند. روشن است که آن‌ها در بدو ورود به جامعه با چه صحنه‌هایی مواجه می‌شدند؛ صحنه‌هایی مانند مرگ، نابودی، ویرانی، قتل، خو‌ن‌ریزی و اسارت. این عامل سبب شد آن‌ها به همه قراردادهای اجتماعی، سیاسی و حتی هنری بدبین گردند و این قوانین را عامل جنگ و ویرانی بدانند. آنان امیدی به بازگشت ثبات و آرامش جهان نداشتند. از این‌رو پس از جنگ، واکنشی ناگهانی و ویرانگر از خود نشان دادند و مکتب دادائیسم را پایه‌گذاری کردند.

### آغاز
دادای اروپایی در سال ۱۹۱۶ در زوریخ توسط گروهی از هنرمندان و نویسندگان بنیاد گرفت که تریستان تزارا، شاعر رومانیایی و مارسل ژانکو، از آن جمله بودند. بسیاری از روشنفکران اروپایی در طول جنگ جهانی اول در سوئیس که در طول جنگ بی‌طرف باقی‌ماند پناه گرفتند در نتیجه یک فضای هنری زنده و پویا در این کشور به‌وجود آمد.
شاید بتوان دادا را تاحدی واکنشی نیهیلیستی و آنارشیستی در برابر جنگ جهانی اول دانست. دادا بر عقل گریزی، و عزم بنیادستیزانه برای مبارزه با قراردادها و نهادهای هنریِ موجود تأکید داشت.

### شیوهٔ خلق آثار
یکی از بنیان‌گذاران دادائیسم می‌گوید در ساعت فلان بعد از ظهر فلان روز، در اتاق پشت میز بودیم و یکی داشت دست در دهانش می‌کرد.
دادائیست‌ها جامعه را نقد می‌کردند، ولی زبان و آثار آن‌ها به گونه‌ای نبود که مردم با آن ارتباط برقرار کنند و منظور آن‌ها را بفهمند؛ مثلاً شیوه نویسندگی آن‌ها به این ترتیب بود که مقاله‌ای را از یک روزنامه انتخاب می‌کردند و آن را با قیچی تکه‌تکه می‌نمودند تا حدی
که در هر قطعه تنها یک کلمه باقی بماند. آن‌ها قطعات بریده کاغذ را در کیسه‌ای می‌ریختند و آن را تکان می‌دادند. پس یکی یکی آن‌ها را
بیرون آورده و در کنار هم قرار می‌دادند. واضح است که مطلب به دست آمده تا چه حد نامفهوم و بی‌معنا خواهد بود. قطعه زیر نمونه‌ای از
اشعار دادائیست‌هاست: «بلوری از فریاد مضطرب می‌اندازد روی صفحه‌ای که خزان. خواهشمندم گردی نیم بیان مرا به هم نزنید. غیر ذی‌فقار.
شامگاهان آرامی حسن و جمال دوشیزه‌ای که آب پاشی راه مرداب را تغییر شکل می‌دهد».
نمایش‌نامه‌های آن‌ها نیز عجیب و مضحک بود. به گفته یکی از اعضای این مکتب، در یکی از نمایش‌ها «روی صحنه عده‌ای با کوبیدن دسته کلید به جعبه‌ای فلزی، موسیقی متن درست می‌کردند که حاضران را تا سر حدّ جنون به خشم می‌آورد. صدایی از زیر یک کلاه بزرگ، اشعار ژان آرپ را می‌خواند. هولزنبک با فریادی که هر آن شدیدتر می‌شد، شعرهای خودش را می‌خواند و تزارا، ریتم یکنواختی را روی طبل می‌نواخت. بعد او و هولزنبک در حالی که صدای خرس درمی‌آوردند، دور صحنه می‌رقصیدند.»

### هنرمندان
- ژان آرپ
- رائول هاوسمان
- هانا هش
- جورج گرس
- جان هارتفیلد
- یوهانس بادر
- کورت شویترس
- مارکس ارنست
- یوهانس تئودور بارگلد
- مارسل دوشان
- من ری
- فرانسیس پیکابیا
- مرلین منسون

### مرکز فعالیت‌ها
مرکز فعالیت‌های دادائیستی در زوریخ «کاباره ولتر» بود، کلوپ شبانه‌ای که در فوریهٔ ۱۹۱۶ به وسیلهٔ هوگو بال، شاعر و موسیقیدان آلمانی، تأسیس شد. خواندن شعرهای بی‌معنا، که گاه به تکرار در یک زمان، همراه با موسیقی گوش‌خراش، از جمله برنامه‌های معمول این کاباره بودند. در تابستان ۱۹۱۶، لفظ «دادا» به جای نام ولتر، که نویسندهٔ بزرگ اخلاق و طنزپرداز بود، برای نامیدن کار و هدف این گروه برگزیده شد. اعمال و رفتار غیر متعارف در این کلوپ شبانه موجب شکایت ساکنان اطراف آن شد در نتیجه، در ۱۹۱۷ به اجبار تعطیل گردید.

### پایان و تأثرات
اگر چه عقاید و رفتار دادائیست‌ها مبتنی بر ویرانگری و نقض همه امور عقلانی و قوانین اجتماعی بود، اما در پس این ویرانگری، آن‌ها در پی خلق دنیایی زیبا و عاری از جنگ و نفرت بودند. به عقیده آن‌ها هنرمند باید در پی خلاقیت باشد و این خلاقیت را در وجود خود جستجو کند. سنت‌های گذشته نباید ذوق و قریحه او را محدود سازد.
دادا، جنبش هنری که به عنوان طغیانی در برابر سرخوردگی‌های ناشی از جنگ جهانی اول بود، تا ۱۹۲۲ ادامه یافت. پل ویریلیو متفکر فرانسوی دادائیسم را نتیجه واکنش هنرمندان اتریشی به ارزش‌های محافظه کارانه در میانه جنگ جهانی اول می‌داند و معتقد است دادائیسم شورشی علیه ارزش‌های مسلط آن زمانه بوده‌است. پس از مدتی دادائیسم که ریشه در مکتب‌هایی چون امپرسیونیسم، کوبیسم و فوتوریسم داشت، با تغییراتی که در جهان‌بینی و نگرش اعضای آن به وجود آمد، زمینه ایجاد مکتب سوررئالیسم را فراهم آوردند. نخستین پایه‌گذاران مکتب سوررئالیسم کسانی بودند که روزی در مکتب دادائیسم فعالیت داشتند. آندره برتون (Andre Breton) یکی از این افراد است. به همین ترتیب، ویریلیو ظهور سوررئالیسم پس از جنگ جهانی اول و در دهه ۱۹۲۰ را واکنش هنرمندان فرانسوی به وحشی گری‌های جنگ جهانی اول می‌دانست. دادا هر چند عمر کوتاهی داشت و فقط در چند شهر متمرکز بود، تأثیر فوق‌العاده‌ای از خود به جای گذاشت، و موجب شد که جنبش‌های هنر پیشتاز، میثاق‌ها، ارزش‌های فرهنگی دیرینه را به چالش گیرند. دادا از جمله حرکت‌های مهمی بود که جنبش فراواقع‌گرایی (سورئالیسم) در پاریس از آن نشأت گرفت.

## گسترش دادا در نقاط دیگر جهان

### برلین
دادا در اواخر جنگ به آلمان انتقال یافت و به‌ویژه در برلین رنگ سیاسی به خود گرفت و میلیتاریسم و ناسیونالیسم را مورد حمله قرار داد.

### نیویورک
نیویورک هم‌زمان با زوریخ به یکی از مراکز فعالیت‌های دادائیستی تبدیل شد و مارسل دوشان، من‌ری و فرانسیس پیکابیا در زمرهٔ فعالان اصلی آن بودند.

### پاریس
در پاریس، فرانسیس پیکایا، آرتور کراوان و ژاک واشه مکتب دادائی پاریس را بنیان گذاشتند.

## در ادبیات و شعر
برتون، پیکابیا، تریستان تزارا، آراگون، الوار، گیوم آپولینر، مکس ژاکوب و سوپو از جمله شاعرانی هستند که به این مکتب پیوستند.